# اقتصاد خانه

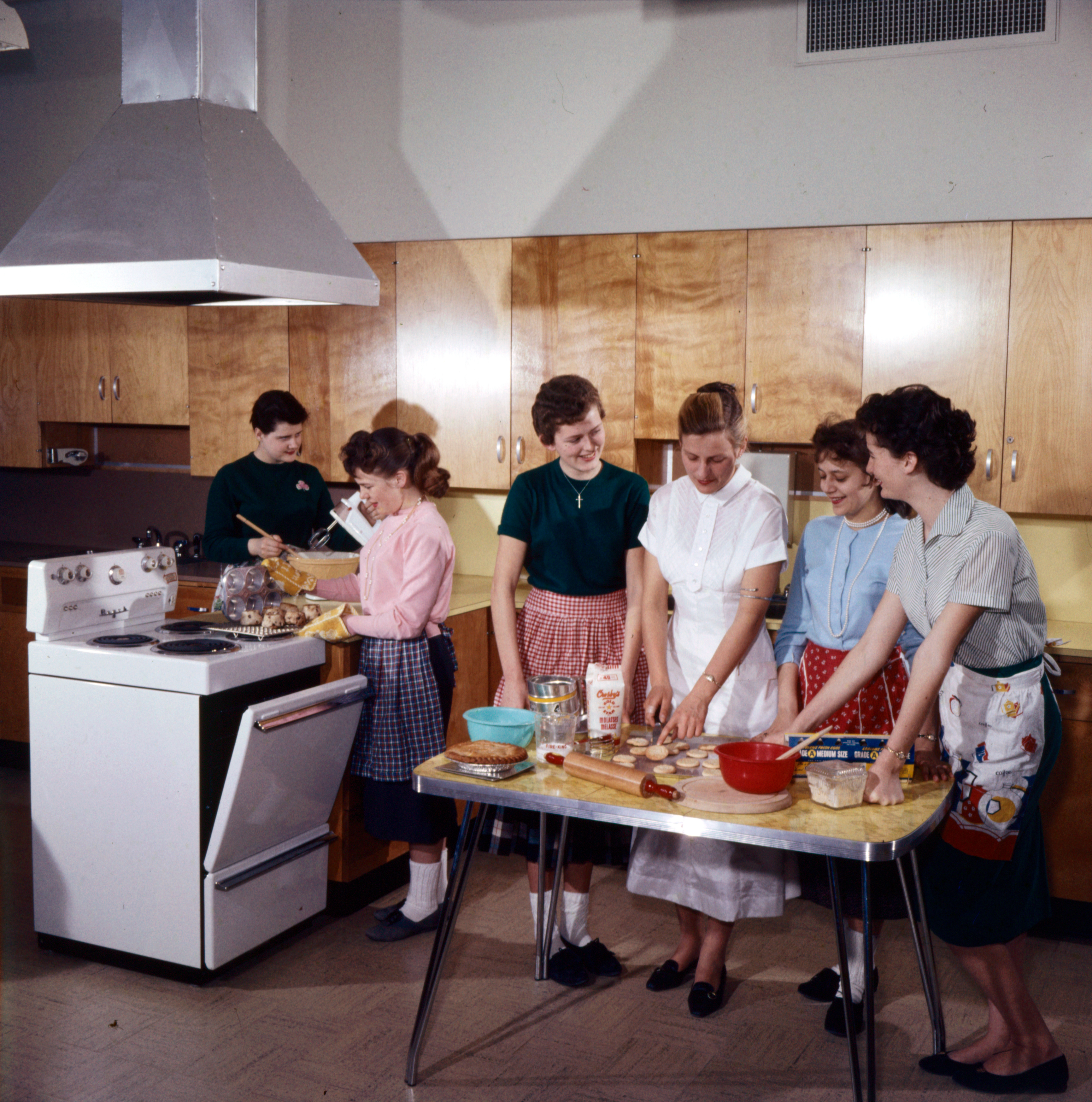
یک کلاس اقتصاد خانگی که دستورالعمل‌های آشپزی را دریافت می‌کند. ۱۹۵۹

اقتصاد خانه (انگلیسی: Home economics) یک رشته تحصیلی است که با اقتصاد و مدیریت خانه، خانواده و جامعه در ارتباط است. این ارتباط با افراد، خانواده‌ها، جوامع و محیط زیستی که در آن زندگی می‌کنند، مرتبط می‌باشد. این رشته نخستین بار در پی جنبش اقتصاد خانه توسط الن سوالو ریچاردز آغاز شد، او اولین زنی بود که در مؤسسه فناوری ماساچوست حضور داشت. وی اولین معلم زن در ایالات متحده بود.